# EMD SD45-2
EMD SD45-2는 제너럴 모터스 일렉트로-모티브 디비전 (EMD)에서 제작한 6축 디젤 전기 기관차이다. EMD는 1972년부터 1974년 사이에 주로 애치슨, 토피카 앤드 산타페 철도(ATSF)를 위해 기관차 136대를 제작했다. SD45-2는 EMD SD45의 개량형으로, 주요 시각적 차이점은 SD45-2에 플레어 라디에이터가 없다는 것이다.

## 디자인
EMD 대시 2 라인의 일부인 SD45-2는 개량된 SD45였다. SD45와 마찬가지로 SD45-2에는 3,600 마력 (2,680 kW)의 EMD 645E3 20-기통 엔진을 탑재했다. SD45와 SD45-2의 주요 차이점은 긴 후드와 후부 라디에이터다. SD45는 긴 후드가 플레어 형태지만 SD45-2는 수직 형태이며 후부 냉각 팬은 긴 후드 후부 상단에 더 퍼져 있다. SD45-2의 최대 소유자는 애치슨, 토피카 앤드 산타페 철도로 90대, 클린치필드는 18대, 세보드 코스트 라인은 15대, 이리 라카와나는 13대를 소유했다.
몇 대의 기관실이 없는 SD45-2B는 재생 중인 유닛을 활용해 산타페에서 제작했다. 5510호를 제외한 나머지는 다아나믹 브레이크가 라디에이터에서 후드의 반대쪽 끝으로 옮겨졌다. 원래는 후드 중앙 근처에 있었다. 기관실이 없기 때문에 이러한 B-유닛은 다른 기관차에서 제어된다.
2015년 9월, 노퍽 서던은 테네시 주 채터누가에서 에리 라카와나 철도의 도색으로 도색된 SD45-2 1700호를 공개했다. 1700호는 NS 전신의 도색으로 도색된 2번째 유닛이다.

## 보존
2018년 8월 31일, CSX는 구 SD45-2 8954호 (구: SCL 2049호)를 조지아주, 덜루스에 있는 사우스이스턴 철도 박물관에 기증하여 보존되는 첫 SD45-2가 되었다.
2021년 10월 6일, BNSF는 SD45-2 6484호 (구: ATSF 5704호 바이센테니얼 계획을 받을 5대 중 하나)를 캘리포니아주, 패리스에 있는 서던 캘리포니아 철도 박물관 (SCRM)에 기증했다. 바이센테니얼 계획에 따라 ATSF 5704호로 복원되었으며, 현재 SCRM에 도입되기를 기다리며 캘리포니아주, 코머스에 보관되어 있다.

## 최초 소유자
| 철도 회사                       | 대수  | 번호       | 기타                                                                                              |
| ------------------------------- | ----- | ---------- | ------------------------------------------------------------------------------------------------- |
| 애치슨, 토피카 앤드 산타페 철도 | 90    | 5625-5714. | BNSF로 이전                                                                                       |
| 클린치필드 철도                 | 18    | 3607-3624. | To 패밀리 라인 시스템 then to Seaboard System and now at CSX 교통                                 |
| 이리 라카와나 철도              | 13    | 3669-3681. | To 콘레일 and then to Norfolk Southern and CSX 교통, those to CSX downgraded to SD40-2 standards. |
| 세보드 코스트 라인 철도         | 15    | 2045-2059. | To 패밀리 라인 시스템 then to 세보드 시스템 and now at CSX 교통,                                  |
| 합계                            | 136대 |            |                                                                                                   |

## 서적 인용
- Foster, Gerald L. (1996). 《A Field Guide to Trains of North America》. Boston: Houghton Mifflin. ISBN 0-3957-0112-0.
- 핑케핀크, 제리 A. (1973). 《The Second Diesel Spotter's Guide》. 밀워키, 위스콘신: 칼름바흐 출판. ISBN 978-0-89024-026-7.
- Sarberenyi, Robert. EMD SD45-2 Original Owners.
- Marta, H.A., Mels, K.D. and Itami, G.S. (1972), Design features and performance characteristics of the high traction three axle truck, ASME paper no. 72-RT-3.
- Erie Lackawanna 3669 3670 3674 3677 3679 3681 now Norfolk southern SD45-2 1700-1705 1700 is in Erie Lackawanna paint scheme http://www.rrpicturearchives.net/showPicture.aspx?id=6028020